# Corpusculii Ruffini

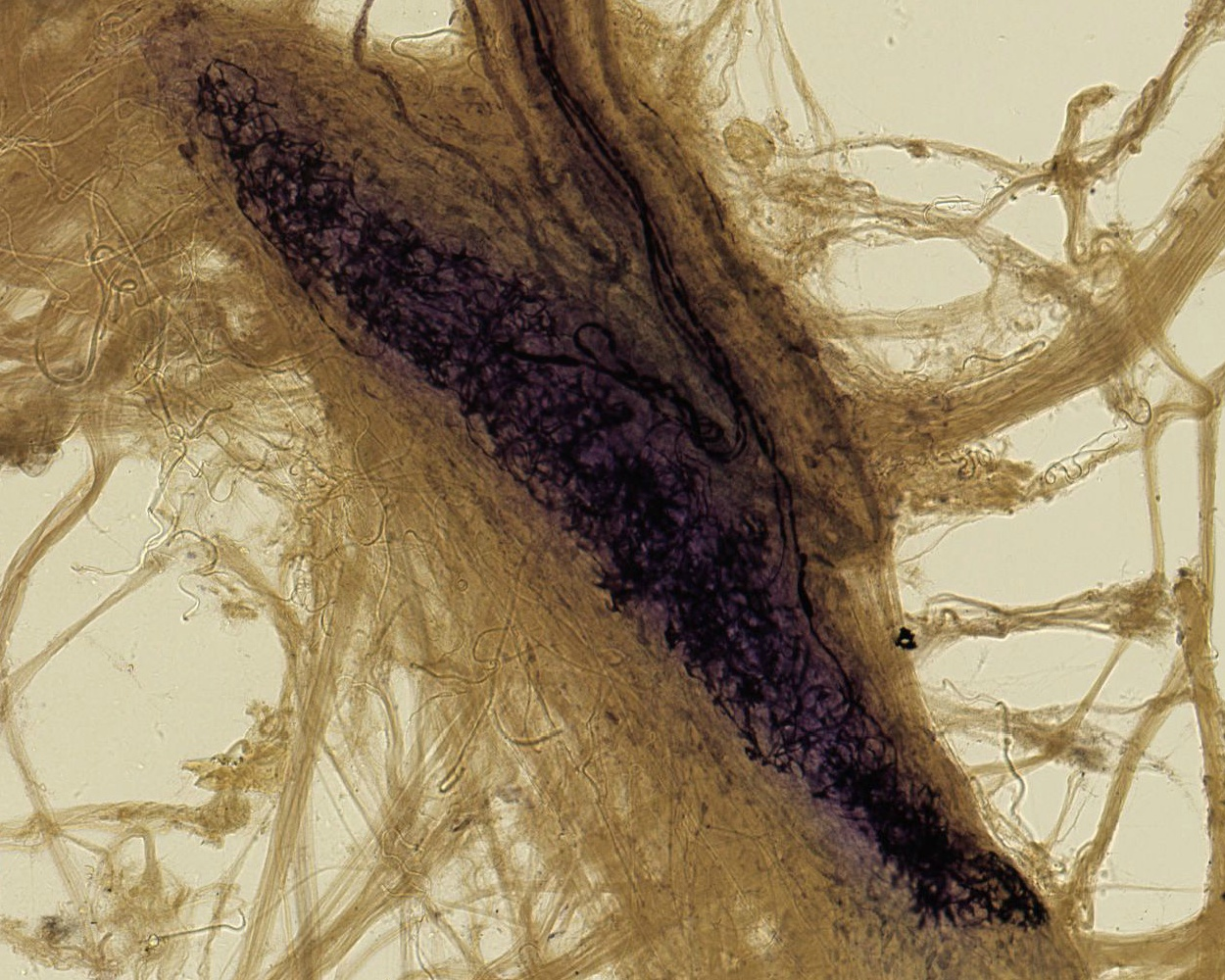
Corpusculi Ruffini văzuți la microscop

Corpusculii Ruffini sunt mecanoreceptori cu adaptabilitate lentă, prezenți în țesutul subcutanat al omului. Poartă numele celui care i-a descoperit, Angelo Ruffini (1864-1929), histolog și embriolog italian.

## Structură și localizare
Corpusculii Ruffini sunt terminații dendritice largi, acoperite de capsule conjunctive alungite. Sunt situați în derm, mai aproape de hipoderm, dar și în capsulele articulațiilor.

## Funcție
Acest receptor fusiform este sensibil la întinderi ale pielii și contribuie la controlul poziției degetului și mișcării. Acesta este considerat a fi util în monitorizarea alunecării obiectelor pe suprafața pielii, permițând modularea prinderii unui anumit obiect.
Corpusculii Ruffini răspund la presiuni susținute și prezintă adaptabilitate lentă.
Corpusculii Ruffini se află în straturile profunde ale pielii și înregistrează deformări mecanice în articulații, mai precis schimbările de unghi, cu o specificitate de până la două grade, precum și stări de presiune continuă. Ei acționează, de asemenea, ca termoreceptori care răspund pentru o lungă perioadă de timp, astfel încât, în caz de arsuri profunde, durerea nu va mai putea fi percepută, întrucât acești receptori sunt distruși.